# August Köppe
August Köppe (* 1. August 1818 in Dessau; † 21. Dezember 1888) war Jurist, Staatsminister und Mitglied des Reichstags des Norddeutschen Bundes.

## Leben
Köppe studierte Rechtswissenschaften in Berlin und Leipzig. Er war von 1842 bis April 1848 Advokat in Dessau und dann bis Juli 1849 als Nachfolger des entlassenen Leopold von Morgenstern Mitglied des Herzoglich Anhaltischen Staats-Ministeriums (Märzministeriums) Habicht-Köppe in Dessau. Ab 1849 war er wieder Rechtsanwalt in Dessau. Ferner war er in den Jahren 1849 bis 1851 Abgeordneter des Anhaltisch-Dessau-Köthenschen Landtags.
1867 bis 1871 war er Mitglied des Reichstags des Norddeutschen Bundes und des Zollparlaments für den Reichstagswahlkreis Herzogtum Anhalt 1 (Dessau, Zerbst) und die Nationalliberale Partei.